# Eucalyptus wandoo
Eucalyptus wandoo ist eine Pflanzenart innerhalb der Familie der Myrtengewächse (Myrtaceae). Sie kommt im Südwesten und Westen von Western Australia vor und wird dort „White Gum“ oder „Wandoo“ genannt.

## Beschreibung

### Erscheinungsbild und Blatt
Eucalyptus wandoo wächst als Baum, der Wuchshöhen von 3 bis über 25 Meter erreicht. Die Borke ist am gesamten Baum glatt und weiß oder gelb Im Mark der jungen Zweige gibt es Öldrüsen, nicht jedoch in der Borke. Der Stammdurchmesser erreicht über 1 Meter, selten bis über 1,8 Meter.
Bei Eucalyptus wandoo liegt Heterophyllie vor. Die Laubblätter sind nach der Jugendphase in Blattstiel und -spreite gegliedert. An Sämlingen ist die kahl und auf Ober- und Unterseite gleichfarbig blaugrün Blattspreite bei einer Länge von 5 bis 10 cm sowie einer Breite von 2,5 bis 5 cm herz- bis eiförmig. An jungen Exemplaren sind die Laubblätter sitzend, bei einer Länge von 9 bis 13 cm und einer Breite von 3 bis 10 cm eiförmig bis breit-lanzettlich, kahl und auf Ober und Unterseite gleichfarbig blaugrün. An mittelalten Exemplaren ist die behaarte, matt grau-grüne Blattspreite bei einer Länge von 10 bis 16 cm und einer Breite von 2 bis 4 cm lanzettlich, elliptisch oder eiförmig, gerade, ganzrandig. Die behaarte, auf Ober- und Unterseite gleichfarbig matt grüne oder grau-grüne Blattspreite an erwachsenen Exemplaren ist bei einer Länge von 8 bis 15 cm und einer Breite von 1 bis 2,4 cm lanzettlich bis schmal-lanzettlich, relativ dick, sichelförmig gebogen, verjüngt sich zur Spreitenbasis hin und besitzt ein zugespitztes oberes Ende. Die kaum sichtbaren Seitennerven gehen in einem spitzen oder stumpfen Winkel vom Mittelnerv ab. Die Keimblätter (Kotyledone) sind zweigeteilt.

### Blütenstand und Blüte
Seitenständig an einem bei einer Länge von 15 bis 20 mm und einem Durchmesser von bis zu 3 mm im Querschnitt stielrunden, schmal abgeflachten oder kantigen Blütenstandsschaft stehen in einem einfachen Blütenstand etwa elf bis siebzehn Blüten zusammen. Die Blütenstiele sind 1 bis 5 mm lang. Die nicht blaugrün bemehlten oder bereiften Blütenknospen sind bei einer Länge von 10 bis 21 mm und einem Durchmesser von 3 bis 4 mm spindelförmig. Die Kelchblätter bilden eine Calyptra, die früh abfällt. Die glatte Calyptra ist konisch oder hornförmig, so lang, doppelt oder dreimal so lang wie der glatte Blütenbecher (Hypanthium) und so breit wie dieser. Die Blüten sind weiß oder cremeweiß. Die Blütezeit reicht in Western Australia von Dezember oder Januar bis Mai oder von November bis April.

### Frucht und Samen
Die gestielte Frucht ist bei einer Länge von 5 bis 10 mm und einem Durchmesser von 3 bis 6 mm verkehrt-konisch, zylindrisch, oder birnenförmig und drei- bis vierfächrig. Der Diskus ist eingedrückt, die Fruchtfächer sind auf der Höhe des Randes oder stehen leicht heraus.
Der fast kugelige oder kubische Samen besitzt eine grau-braune Samenschale. Das Hilum sitzt mittig.

## Vorkommen
Das natürliche Verbreitungsgebiet von Eucalyptus wandoo ist der Südwesten und Westen von Western Australia. Eucalyptus wandoo tritt in den selbständigen Verwaltungsbezirken Beverley, Brookton, Corrigin, Gingin, Goomalling, Manjimup, Merredin, Narembeen, Pingelly, Serpentine-Jarrahdale, Toodyay, Victoria Plains, West Arthur und York in den Regionen Peel, South West und Wheatbelt auf.
Eucalyptus wandoo gedeiht auf sandigen oder tonigen Lehm, Kies, Laterit und Granit auf steinigen Erhebungen und welligem Gelände.

## Systematik
Die Erstbeschreibung erfolgte 1867 durch George Bentham als Varietät (Basionym) Eucalyptus redunca var. elata Benth. in Flora Australiensis, Volume 3, S. 253. Das Typusmaterial weist die Beschriftung Kalgan River, „White Gum“, Oldfield auf. William Faris Blakely gab ihr 1934 den Rang einer Art Eucalyptus wandoo Blakely in A Key to the Eucalypts ..., S. 112. Das Artepitheton wandoo entspricht dem Namen, den die Aborigines dieser Baumart gaben.
Von Eucalyptus wandoo gibt es zwei Unterarten:
- Eucalyptus wandoo subsp. pulverea Brooker & Hopper: Kommt im nördlichen Teil des Verbreitungsgebietes von Cataby bis Morawa vor. Die Borke ist glatt und pulvrig-weiß, die Rinde der kleinen Zweige ist blaugrün bemehlt oder bereift.[10]
- Eucalyptus wandoo Blakely subsp. wandoo (Syn.: Eucalyptus redunca Schauer, Eucalyptus redunca subsp. elata Benth.): Kommt im südlichen Teil des Verbreitungsgebietes von Gin Gin und Bindi Bindi nach Süden bis zum Hay River nördlich von Denmark vor. Die Borke ist glatt und weiß, die Rinde der kleinen Zweige ist nicht blaugrün bemehlt oder bereift.[10]

Es gibt natürliche Hybriden von Eucalyptus wandoo mit Eucalyptus gomphocephala und Eucalyptus loxophleba.

## Nutzung
Wälder mit Eucalyptus wandoo werden heute als Erholungsgebiete und für den Grundwasserschutz geschätzt.
Aus dem  Nektar von Eucalyptus wandoo produzieren Bienen eine beliebte Honigsorte.
Das Kernholz von Eucalyptus wandoo ist gelblich oder leicht rötlich braun, sehr hart, extrem beständig, und besitzt ein spezifisches Gewicht von 1040 bis 1155 kg/m³. Das Holz von Eucalyptus wandoo wird für Eisenbahnschwellen, Pfähle, Böden und alle Formen von leichten und schweren Konstruktionen eingesetzt.
Holz und Borke von Eucalyptus wandoo enthalten in kommerziell verwertbarer Menge Tannin.